# Clair Obscur: Expedition 33
Clair Obscur: Expedition 33 je tahová hra na hrdiny z roku 2025 vyvinutá francouzským studiem Sandfall Interactive a vydaná společností Kepler Interactive. Hra se odehrává v temném fantasy období Belle Époque a sleduje dobrovolníky z 33. expedice, kteří se vydávají zničit Malířku, bytost způsobující každoroční událost zvanou Gommage, v důsledku níž mizí čím dál mladší lidé. Hraje se z pohledu třetí osoby a hráč v ní ovládá skupinu postav, se kterou prozkoumává oblasti a účastní se bojů. Vedle tahových mechanik obsahuje hra prvky v reálném čase, jako jsou tzv. quick time eventy a načasované akce v boji.

## Hratelnost
Clair Obscur: Expedition 33 je tahová hra na hrdiny z pohledu třetí osoby s prvky v reálném čase. Hráč ovládá členy expedice, kteří prozkoumávají fantasy svět. Ve svém tahu si hráči vybírají, zda použijí předmět, provedou útok zblízka a získají body schopností, nebo utratí nasbírané body a použijí útoky na dálku nebo dovednosti. Útoky na dálku se zaměřují libovolně, podobně jako ve střílečkách z pohledu třetí osoby. Při použití dovednosti je možné dokončit tzv. quick time event, v jehož důsledku bude dovednost účinnější. Během nepřátelských tahů může hráč v reálném čase uhýbat, odrážet nebo přeskakovat útoky, aby se vyhnul poškození. Odrážení je obtížnější než uhýbání, poskytuje však body schopností a možnost protiútoku. Systém výdrže umožňuje hráči dočasně omráčit nepřátele. Hra postupem času přináší nové útoky a odrážení, včetně tzv. Gradient útoků, protiútoků a dovedností, které způsobují ničivé poškození družině i nepřátelům. Použití těchto útoků je monitorováno ukazatelem, který sdílí celá družina. Ten se pomalu plní, když družina používá dovednosti v boji. Hráči a nepřátelé na sebe mohou vzájemně aplikovat různé stavové efekty, jež zvyšují nebo snižují bojovou efektivitu jedné ze stran. Někteří nepřátelé mají slabá místa, na která se lze zaměřit, nebo mohou být zranitelní vůči určitým živelným útokům. Pokud je aktivní družina poražena, mohou být do boje povolány záložní postavy, které v něm budou pokračovat. Boj končí, když ani jedné ze stran nezbývají žádní bojovníci, nebo když se hráč rozhodne utéct z bojiště, pokud čelí běžným nepřátelům.
Titul obsahuje šest hratelných postav, z nichž každá má jedinečné dovednosti, zbraně a herní mechaniky. Čarodějka Lune generuje živelné „Stains“ (česky skvrny), které lze použít k vylepšení jejích dovedností. Šermířka Maelle přepíná mezi postoji, jež mění její dovednosti, poškození a obranu. Válečnice Sciel ovládá kosu a může používat sadu magických karet, pomocí kterých může na nepřátele aplikovat, střádat a následně spotřebovávat „Foretell“ (česky předpovědi), aby nepřátelům způsobila maximální poškození. Gustave a Verso způsobují nepřátelům tím větší poškození, čím více na ně útočí. Verso získává při zásahu stupně „dokonalosti“; když dosáhne vysokého stupně dokonalosti, zvyšuje se jeho poškození. Gestral Monoco se může proměňovat v nepřátele a používat proti nim jejich schopnosti. Některé z jeho schopností jsou vylepšeny skrze „Bestial Wheel“ (česky bestiální kolo), které se roztočí, kdykoli Monoco použije své schopnosti. Když družina zrovna neprozkoumává svět nebo nebojuje s nepřáteli, může si odpočinout v táboře. Po získání Versa jako hratelné postavy mohou hráči konverzovat s ostatními členy 33. expedice a zvyšovat úroveň jejich vztahů, čímž se odemykají nové cutscény, dovednosti a úkoly.

## Postavy
Mezi členy 33. expedice patří: Gustave (Charlie Cox), vynalézavý inženýr, kterému zbývá pouhý rok života; Maelle (Jennifer English), nejmladší členka expedice a Gustavova nevlastní sestra; Lune (Kirsty Rider), brilantní vědkyně a čarodějka; a Sciel (Shala Nyx), klidná a veselá bojovnice. Během putování po pevnině se družina setkává s různými osobami, jimiž jsou: Renoir (Andy Serkis), starý muž hnaný nemilosrdným odhodláním; Verso (Ben Starr), tajemný cizinec, který na expedici dohlíží; Monoco (Rich Keeble), Gestral, jenž žije na pevnině a je spojencem Versa; a Esquie (Maxence Cazorla), místní mytický tvor, který rovněž žije na pevnině.

## Příběh
V den konání 67. Gommage se 32letý inženýr Gustave loučí se svou bývalou milenkou Sophií, které bylo 33 let a která zmizí spolu s ostatními stejně starými lidmi. Gustavovi zbývá pouhý rok života a rozhodne se tak připojit k 33. expedici v naději, že Malířku zabije. Členy expedice však krátce po přistání na kontinentu potká katastrofa, když je přepadne a téměř vyhladí armáda příšer vedená bělovlasým mužem. Gustavovi se uprostřed chaosu podaří najít tři další přeživší: Lune, Maelle a Sciel. Maelle se zjevují vidiny o bělovlasém muži a maskované dívce, která jej doprovází; zdá se, že Maelle znají a varují ji, že v budoucnu způsobí katastrofy. Družina požádá o pomoc Esquie, aby se dostala přes další moře k Malířce. Než však stihnou vyplout, bělovlasý muž opět zaútočí a Gustava zabije. Muž jménem Verso zasáhne a umožní zbytku družiny uniknout.
Verso později družinu dostihne a vysvětlí jí, že je přeživším členem úplně první výpravy a že bělovlasý muž je velitel výpravy jménem Renoir. Oba přestali po přistání na kontinentu stárnout. Renoir uvěřil, že mu nesmrtelnost udělila Malířka, kterou chce za každou cenu chránit. Verso se mezitím nabažil své nesmrtelnosti a přidává se k družině, aby její členy dovedl k Malířce. Poté, co přeplují moře a vzdají Gustavovi úctu, Verso naverbuje svého přítele Monoka. Následně se vydávají do Starého Lumièru, aby našli Malířčino srdce, jež musí zničit, čímž zároveň zničí i bariéru, která ji chrání.
Družina dorazí do Renoirova sídla v centru Starého Lumièru. Verso se jejím členům přizná, že je ve skutečnosti Renoirův syn a maskovaná dívka je jeho sestra Alicia. Po krátkém souboji Renoir teleportuje sídlo i srdce pryč, čímž zmaří Versův plán. Lune místo toho navrhne ukovat zbraň dostatečně silnou na to, aby prorazila bariéru. Po vyrobení zbraně pomocí srdcí vysoce nebezpečných Axonů družina zničí bariéru a vstoupí do Monolitu, kde Malířka přebývá, a cestou zabije Renoira. Postaví se Malířce a zabijí ji, čímž vymažou číslo na Monolitu. Je odhaleno, že Malířka byla Versova matka Aline. Členové družiny se vrací do Lumièru jako hrdinové. Verso si přečte dopis od Alicie, který odhaluje, že Aline se snažila zdržet skutečného Renoira, jenž je ve skutečnosti zodpovědný za Gommage. Bez Alininy ochrany zmizí všichni obyvatelé Lumièru, kromě Versa.
Ve flashbacku z alternativní reality se ukáže, že Alicia a její rodina jsou uživatelé magie zvaní Malíři, kteří mají schopnost vytvářet světy na magických plátnech. Skutečná Aline a Renoir bojují o Versovo Plátno, jež obsahuje Lumière, protože Aline ho používá k životu s „namalovanou“ kopií Versa. Skutečný Verso totiž zemřel při záchraně Alicie před požárem, ačkoli byla Alicie v jeho důsledku znetvořena a oněměla. Clea, Aliciina starší sestra, jí poradí, aby vstoupila do Plátna a zničila jej. Tím by zastavili hádků svých rodičů, kteří by se tak mohli soustředit na válku s konkurenční frakcí zvanou Spisovatelé. Alicia do Plátna vstoupí, ale je přemožena Alininou mocí a znovu se narodí jako Maelle.
Po Maellině „smrti“ se Alicii vrátí její vzpomínky, a zároveň si uchová ty Maelliny, a probudí se v ruinách Lumiéru. Znovu se setkává s namalovaným Versem, který chtěl Aline porazit, aby ji pro její vlastní dobro vyhnal z Plátna, i kdyby to znamenalo nechat skutečného Renoira Plátno zcela zničit. Alicia se snaží Renoira přesvědčit, aby změnil názor, on však zůstává i nadále neoblomný a chce ho zničit, aby Aline nemohla najít cestu zpět. Alicia se v touze ochránit svět Plátna vzepře svému otci a využije své nově objevené malířské schopnosti, aby oživila družinu a bojovala s ním o vládu nad Plátnem. Po závěrečné konfrontaci Renoir vysvětluje, že si nepřeje Plátno zničit, vzhledem k tomu, jak je pro něj a jeho rodinu drahocenné. Tvrdí ale, že je to jediný způsob, jak přivést Aline a Alicii zpět do skutečného světa, aby mohli konečně ukončit koloběh smutku a posunout se dál. Alicia otce ujišťuje, že potřebuje jen „trochu víc času“. Renoir jí slíbí, že „nechá světla rozsvícená“, a pak se vytratí.
Verso si uvědomí, že Alicia nemá v plánu opustit Plátno, které ji nakonec zabije, pokud v něm zůstane příliš dlouho. Alicia trvá na tom, že by se jí uvnitř Plátna žilo lépe, a oba se pohádají. Konec se liší podle toho, za jakou postavu se hráč rozhodne hrát v závěrečné bitvě:
- Pokud si hráč vybere Alicii, obnoví Lumière a oživí jeho obyvatele, rozhodne se však natrvalo žít v Plátně proti Versově vůli.
- Pokud si hráč vybere Versa, vyžene Alicii z Plátna a obětuje se, aby ho zničil, čímž donutí Alicii a její rodinu vyrovnat se se smrtí skutečného Versa.

## Vývoj
S nápadem na hru Clair Obscur přišel kolem roku 2020 během pandemie covidu-19 zaměstnanec společnosti Ubisoft Guillaume Broche. Jeho nápad vycházel z jedné z jeho oblíbených her z dětství, série Final Fantasy. Rozeslal několik žádostí o pomoc s vytvořením dema skupině dalších vývojářů, které znal, a též zveřejnil příspěvky na Redditu. Díky tomuto demu se Brocheovi podařilo získat financování od společnosti Kepler Interactive. Následně opustil Ubisoft a založil studio Sandfall Interactive tvořené týmem přibližně třiceti vývojářů, včetně asi dvanácti kolegů z Ubisoftu. Někteří herci, kteří v demoverzi propůjčili postávám svůj hlas, získali při vývoji hry významnější role; například Jennifer Svedberg-Yen se stala hlavní scenáristkou titulu. Hudebního skladatele Loriena Testarda objevili skrze příspěvky na SoundCloudu. Financování také umožnilo studiu najmout dalších přibližně 50 outsourcovaných vývojářů a zaplatit profesionální hlasové herce včetně Charlieho Coxe, Andyho Serkise a Bena Starra. Broche uvedl, že jedním z cílů Clair Obscur bylo vytvořit vysoce propracované tahové RPG, jež bylo podle něj vývojáři AAA her opomíjeno. Kromě Final Fantasy se hra Clair Obscur inspirovala i dalšími japonskými RPG, například sérií Persona. Broche uvedl, že se inspirací staly též JRPG Lost Odyssey a Blue Dragon, a to zejména jejich využití tzv. quick time eventů v boji. Podle producenta Françoise Meurisseho brala hra náměty zejména z dílů Final Fantasy VIII, IX a X od společnosti Square, zatímco mechaniky úskoků a blokování útoků byly inspirovány titulem Sekiro: Shadows Die Twice od studia FromSoftware.
Vývoj hry byl zahájen pod kódovým označením „Project W“, přičemž se v jeho počátcích používal Unreal Engine 4. Později se však přešlo na novou verzi Unreal Engine 5, aby se využilo vylepšeného vykreslování a animace. Přechod na Unreal Engine 5 byl motivován jeho funkcemi Nanite a Lumen, které umožňují vytvářet detailnější aktiva a realističtější osvětlení. Volba Lumenu si vyžádala přepracování osvětlení většiny prostředí ve hře. Unreal Engine 5 navíc přinesl lepší podporu tvorby postav zvanou Metahuman, což jim umožnilo přejít z Character Creatoru od společnosti Reallusion. Vývojáři přiřazovali objektům na pozadí, jako jsou skály, předdělaná aktiva a namísto toho se soustředili na tvorbu „hrdinských aktiv“, tj. rozsáhlých aktiv, které na diváka zapůsobí. Broche připisuje zásluhy jednoduchosti moderních herních enginů, které pomohly spojit produkt dohromady.

## Přijetí

### Kritika
| Agregátor  | Skóre                                  |
| ---------- | -------------------------------------- |
| Metacritic | (PC) 91/100 (PS5) 92/100 (XSXS) 91/100 |
| OpenCritic | 97 % doporučuje                        |

| Udělil         | Skóre  |
| -------------- | ------ |
| Destructoid    | 9,5/10 |
| Eurogamer      | 4/5    |
| Game Informer  | 9/10   |
| GameSpot       | 9/10   |
| GamesRadar+    | 4,5/5  |
| Hardcore Gamer | 4,5/5  |
| IGN            | 9/10   |
| PC Gamer (US)  | 70/100 |
| PCGamesN       | 8/10   |
| Push Square    | 9/10   |
| RPGamer        | 5/5    |
| RPGFan         | 99/100 |
| Shacknews      | 9/10   |
| The Guardian   | 4/5    |
| VG247          | 5/5    |

Podle recenzního serveru Metacritic získala hra Clair Obscur: Expedition 33 od kritiků „všeobecnou chválu“. Na agregátoru OpenCritic doporučilo titul 97 % kritiků a je nejlépe hodnocenou hrou roku k dubnu 2025.

### Prodeje
Hry Clair Obscur: Expedition 33 se během prvních 24 hodin od vydání prodalo 500 000 kopií a během tří dnů 1 milion kopií. Titulu se za 12 dní od vydání prodaly 2 miliony kopií. V návaznosti na prodeje hry francouzský prezident Emmanuel Macron oslavil její úspěch a prohlásil, že je to „zářný příklad francouzské odvahy a kreativity“.